# Josip Zelić
Josip Zelić  (mađ. Zelics József) (Subotica, ?, 1898. – Subotica, 3. svibnja 1920.) je bio komunistički pristaša iz Subotice. Bio je prvi sekretar KPJ u Subotici. Radio je kao brijački pomoćnik.
U povijesti grada zabilježen je po oružanoj pobuni koja nosi njegovo ime. Zelićev puč. Rezultat je komunističkog širenja revolucije. U susjednoj su Mađarskoj bile teške socijalne prilike. U tijeku je bila komunistička revolucija, mnogi se iz grada još nisu mirili s izdvajanjem iz Mađarske. Mirovni sporazum s Mađarskom još nije bio potpisan, a Mađarska je pokušavala obnoviti posjede iz Austro-Ugarske.
Oružana pobuna radi preuzimanja vlasti zbila se travnja 1920. godine. U noći s 19. na 20. travnja 1920. godine Josip Zelić i Istvan Rutai sa skupinom pristaša pokušali su izvesti puč. 
Vlasti su pobunu ugušile, a Zelića pritvorile. Policijski izvještaj govori da je izvršio samoubojstvo skokom s prozora, što je vrlo vjerojatno neistina, s obzirom na da je to način kako policijski režimi prikrivaju ubojstva političkih nepodobnika. Smatra se da je bačen s trećeg kata Gradske kuće.
Danas ulica u Subotici nosi njegovo ime.
Literatura:
Stevan Mačković, Katalog analitičkog inventara odjeljenja Senata Veliki bilježnik za godine 1919. i 1920.[neaktivna poveznica], Godišnjak za znanstvena istraživanja ZKVH, 2010.
Katalog analitičkog inventara odjeljena Senata Veliki bilježnik za godine 1919. i 1920.
Gradska kuća i Subotica (1912-2012) trajanje, promene Subotica nekada, O istoriji i prošlosti moga grada (srpski)
Milan Dubajić, Radnička klasa Subotice u vatri revolucionarne borbe (srpski)